# 2010年12月臺灣
| << | 2010年12月 （民國99年） | >> |    |    |    |    |
| \| 日 \| 一 \| 二 \| 三 \| 四 \| 五 \| 六 \| \| \| \| \| 1 \| 2 \| 3 \| 4 \| \| 5 \| 6 \| 7 \| 8 \| 9 \| 10 \| 11 \| \| 12 \| 13 \| 14 \| 15 \| 16 \| 17 \| 18 \| \| 19 \| 20 \| 21 \| 22 \| 23 \| 24 \| 25 \| \| 26 \| 27 \| 28 \| 29 \| 30 \| 31 \| \| \| \| \| \| \| \| \| \| |                         |    |    |    |    |    |
| 臺灣新聞動態／維基新聞 |                         |    |    |    |    |    |
| 世界／中国大陆／臺灣 |                         |    |    |    |    |    |
| 日 | 一                      | 二 | 三 | 四 | 五 | 六 |
| |                         |    | 1  | 2  | 3  | 4  |
| 5 | 6                       | 7  | 8  | 9  | 10 | 11 |
| 12 | 13                      | 14 | 15 | 16 | 17 | 18 |
| 19 | 20                      | 21 | 22 | 23 | 24 | 25 |
| 26 | 27                      | 28 | 29 | 30 | 31 |    |
| |                         |    |    |    |    |    |

## 12月2日
- 前總統陳水扁日前因龍潭購地弊案和101買官案分別被判刑11年、8年定讞，下午發監至台北監獄服刑，成為台灣第一位因罪入獄的卸任元首。yam天空新聞─中央社１（页面存档备份，存于）２（页面存档备份，存于）３（页面存档备份，存于）４（页面存档备份，存于）

## 12月6日
- 曾雅妮獲得美國女子職業高球巡迴賽（LPGA）年度最佳球員。中央社

## 12月7日
- 「災害防救法」最新修正，當未來國家發生重大天災時，若常備部隊人力不夠，正在接受教召的後備軍人可以接受命令投入救災。中國時報[]

## 12月8日
- 台灣出現首例疑似狂牛症死亡個案，行政院衛生署強調，個案為境外移入案例，牛肉進口政策仍然維持不變。中央廣播

## 12月10日
- 南韓樂金顯示器、台灣的友達、奇美電子、中華映管、瀚宇彩晶遭歐盟指控價格壟斷，罰款6億4892萬5千歐元（約新台幣260億元）。人間福報（页面存档备份，存于）

## 12月12日
- 國際國中科學奧林匹亞競賽上台灣代表隊共獲得四金二銀，總成績排名第二；年僅十四歲的台中一中學生林冠宇個人排名世界第二，至於建國中學張哲睿獲得金牌與最佳理論特別獎。 自由電子報

## 12月16日
- 行政院、立法院經過多次協商之後，全民健康保險法修正草案定案。聯合新聞網
- 台北101發表跨年煙火表演內容，首度邀請爆破藝術家蔡國強和紐約Grucci團隊（英语：Fireworks by Grucci）共同設計，同時煙火施放時間延長至288秒，將以慶祝中華民國建國百年和「祥龍盤旋」為主題。NOWnews中國時報（页面存档备份，存于）

## 12月19日
- 2010年富邦台北馬拉松於上午7時在台北市市民廣場起跑，全長42.125公里的競賽組共有3萬多人參與。自由時報yam天空新聞─中央社１２（页面存档备份，存于）３（页面存档备份，存于）

## 12月20日
- 臺北縣板橋市埔墘國小早上遭一名吳姓男子載滿4桶約20公升汽油的轎車衝入校園，4名學童遭到撞傷，並點燃車內汽油自焚但並未爆炸，男子則送醫急救中。yam天空新聞─中央社１（页面存档备份，存于）２（页面存档备份，存于）
- 第六次江陳會在台北圓山飯店舉行。中廣

## 12月21日
- 桃園縣八德國中爆發校園學生威脅要槍殺老師的霸凌案件，八德國中過半數老師連署要求撤換校長。中國時報

## 12月24日
- 2010年12月24日平安夜晚間，台灣大學歷史系博士生蕭明禮開著車號4569-ER的MMC smart在新北市新店區道路上急踩煞車阻擋救護車，並做出對救護車比中指、蛇行等危險行為，使救護車上醫護人員無法為病患實施CPR；四分鐘路程並被延誤到五分多鐘，患有心臟病及高血壓病史的86歲余姓老婦人到院後即宣告死亡。

NOWnews - 自由時報

## 12月25日
- 新北（原臺北縣）、台中、台南、高雄（均為縣市合併）等4市正式升格為直轄市，4新直轄市與台北市新任市長、市府首長、市議員於上午同時宣誓就職。yam天空新聞─中央社１（页面存档备份，存于）２（页面存档备份，存于）３（页面存档备份，存于）４（页面存档备份，存于）５（页面存档备份，存于）６（页面存档备份，存于）７（页面存档备份，存于）８（页面存档备份，存于）